# Achrysocharoides parva
Achrysocharoides parva är en stekelart som först beskrevs av Vittorio Luigi Delucchi 1956.  Achrysocharoides parva ingår i släktet Achrysocharoides och familjen finglanssteklar. Inga underarter finns listade i Catalogue of Life.